# Lý phu nhân (Tống Thái Tông)
Nguyên Đức Lý Hoàng hậu (chữ Hán: 元德李皇后; 943 - 977), còn gọi là Lý Hiền phi (李賢妃), là phi tần của Tống Thái Tông Triệu Quang Nghĩa và là sinh mẫu của Tống Chân Tông Triệu Hằng.

## Tiểu sử
Nguyên Đức Hoàng hậu Lý thị, nguyên quán ở Chân Định, là con gái của Càn Châu Phòng ngự sử Lý Anh (李英). Khi ấy, Tống Thái Tổ Triệu Khuông Dận nghe nói bà vừa xinh đẹp vừa có đức hạnh, bèn nạp làm thiếp cho em trai là Tấn vương Triệu Quang Nghĩa. Đầu năm Khai Bảo (968), thụ phong Lũng Tây Huyện quân (隴西縣君). Khi Triệu Quang Nghĩa tức vị, Lý thị được phong làm Phu nhân, sinh ra hai Hoàng nữ nhưng tất cả đều mất sớm, sau lại sinh ra con trai trưởng là Sở vương Triệu Nguyên Tá. Bà thường nằm mộng thấy mặt trời cứ lại gần mình, bèn lấy vạt áo đón lấy, ánh sáng tỏa ra khắp nơi, sau đó sinh ra Tống Chân Tông Triệu Hằng.
Năm Thái Bình Hưng Quốc thứ 2 (977), Lý thị qua đời khi 34 tuổi. Khi Tống Chân Tông tức vị, là năm Chí Đạo thứ 3 (997), tháng 5, liền truy phong mẹ đẻ Lý thị làm Hiền phi (賢妃). Tháng 12 cùng năm, nghị định tấn tôn là Hoàng thái hậu. Sang năm Hàm Bình nguyên niên (998), dâng tôn thụy hiệu là Nguyên Đức (元德). Năm Hàm Bình thứ 3 (1000), an táng ở Vĩnh Hi lăng (永熙陵).
Năm Đại Trung Tường Phù nguyên niên (1008), Tống Chân Tông truy phong cho ông ngoại là Lý Anh chức Kiểm hiệu Thái uý (檢校太尉), rồi Thường Sơn Quận vương (常山郡王), tôn bà ngoại (không rõ họ) là Ngụy Quốc Thái Phu nhân (魏國太夫人). Năm thứ 3 (1010), quan bộ Lễ là Triệu Tương (趙湘) xin cho thần chủ của Lý Thái hậu được phụng thờ ở Thái Miếu, Chân Tông khước từ nói:"Đây là chuyện trọng đại, chờ thương nghị sau đã!". Sang năm thứ 6 (1016), Tể tướng Vương Đán (王旦) dẫn đầu bách quan kiến nghị đưa thần chủ Lý Thái hậu nhập Thái Miếu, thăng phụ bên cạnh Thái Tông, bỏ đi chữ ["Thái"; 太] trong thụy hiệu, thành [Nguyên Đức Hoàng hậu], bài vị bên dưới Minh Đức Hoàng hậu.